# Mitreola
Mitreola is een geslacht van uitgestorven weekdieren uit de klasse van de Gastropoda (slakken).

## Soort
- Mitreola monodonta (Lamarck, 1803) †